# Maciej Rybus
Maciej Rybus (Łowicz, el 19 d'agost a 1989) és un futbolista polonès que juga com a lateral o lateral esquerre, pel FK Rubín Kazan.